# Terminal Wolfurt

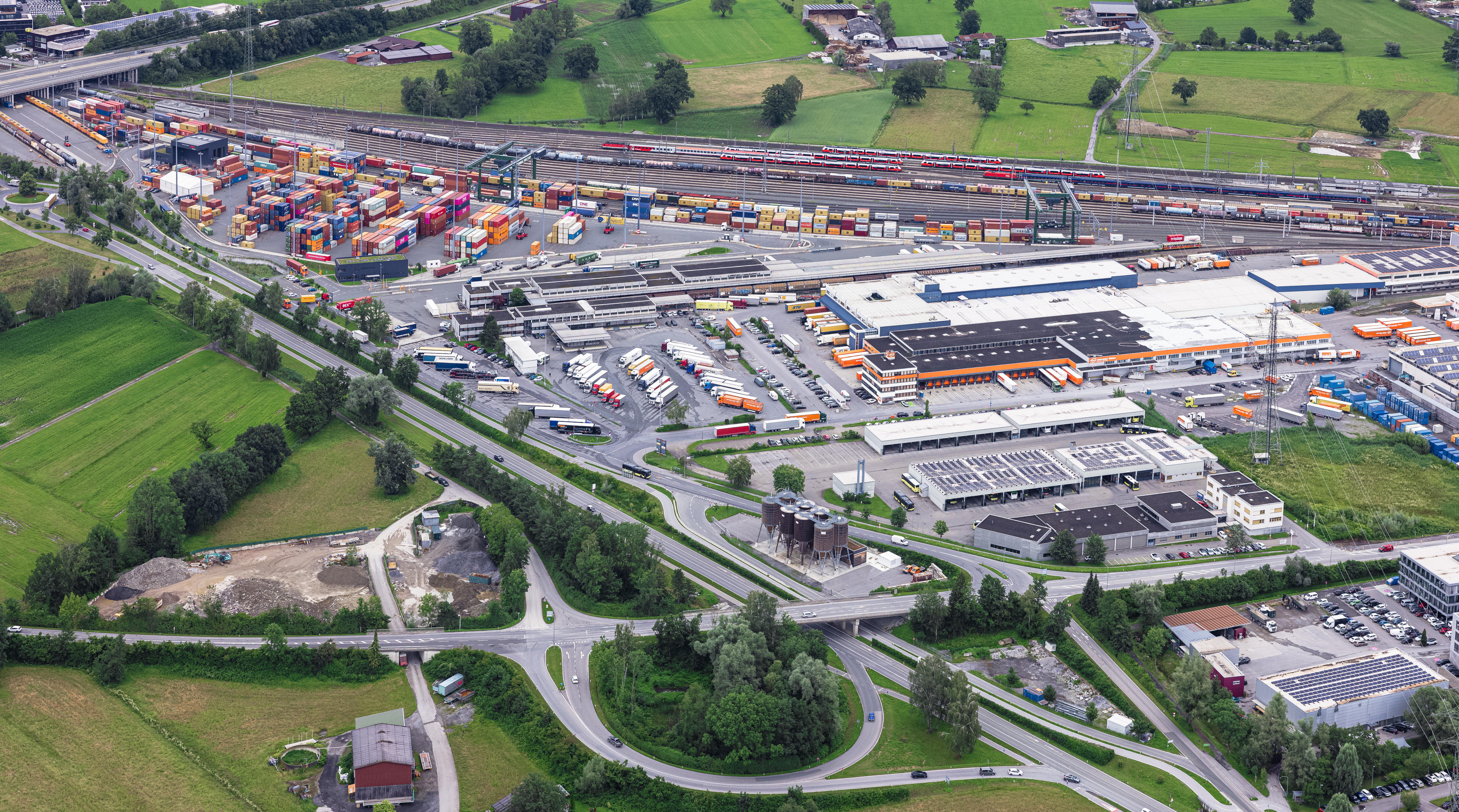
Wolfurt Güterbahnhof Übersicht Schrägluftbild SSW

Das Terminal Wolfurt, auch Güterzentrum Wolfurt, Combi Cargo Terminal Wolfurt, Wolfurt CCT oder einfach Güterbahnhof Wolfurt, englisch Wolfurt Freight Centre ist ein Containerterminal mit zwei Portalkränen und Containerstaplern und ein Verschiebebahnhof in Wolfurt an der Vorarlbergbahn mit Anschluss an die L190 und die Autobahn A14. Das Terminal wurde 1982 nach 12 Jahren Bauzeit in Betrieb genommen. Von 2014 bis 2018 wurde es verbessert und erweitert. Das Terminal Wolfurt hat eine Fläche von 10,6 Hektar. Es gibt vier Ladegleise mit je 600 Meter Länge. Die Umschlagkapazität liegt bei 190.000 Standard-Containern (Twenty-Foot Equivalent Unit, TEU) pro Jahr. Ende 2023 gab es 3500 Stellplätze für leere Container und über 1700 Vollcontainerlager-Stellplätze. Bis 2029 soll die Kapazität des Terminals verdoppelt werden.

## Geschichte

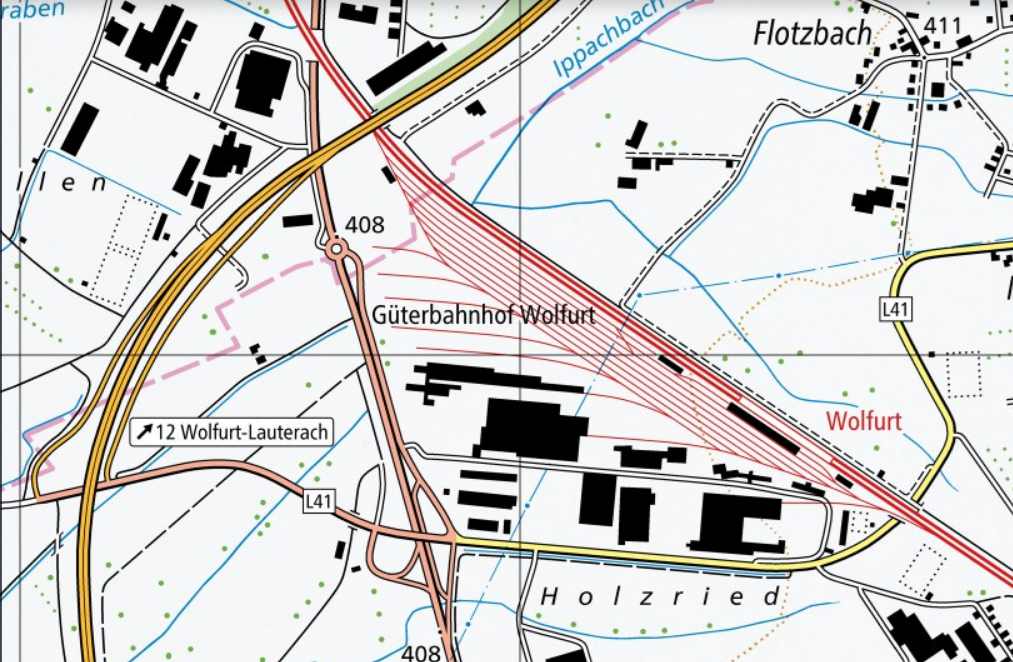
Kartenausschnitt

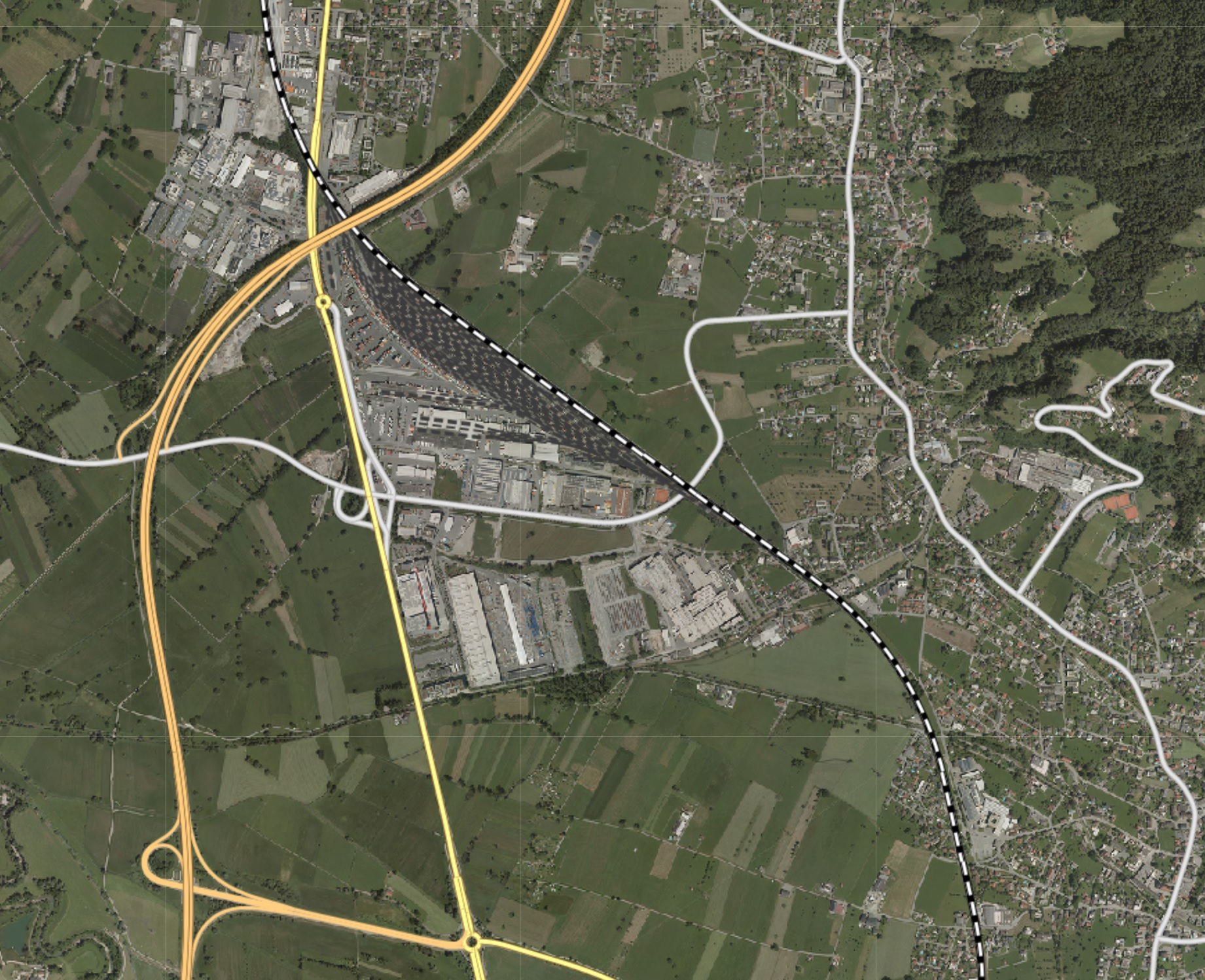
Luftbild mit Eisenbahnlinie und Autobahn

Im Dezember 1981 wurde in Wolfurt ein Verschiebebahnhof mit einer Gleislänge von 30 Kilometern in Betrieb genommen. Er war nach Salzburg-Gnigl und Hall in Tirol für die ÖBB der dritte dieser Art. Der angrenzende Güterbahnhof Wolfurt wurde nach zehn Jahren Bauzeit 1982 eröffnet.
Weil inzwischen pro Monat so viele Container umgeschlagen wurden wie im ganzen Jahr 1992, war ein dringender Ausbau der Bahnhofs notwendig. Dazu wurde in einer ersten Etappe ab Ende 2014 bis Mitte 2016 auf zusätzlichen 3,4 Hektar ein neuer Bahnhofteil für den klassischen Wagenladungsverkehr erstellt. Bis Mitte 2018 richteten die ÖBB eine neue Abstellfläche für bis zu 3500 Leercontainer her. Statt eines alten Portalkrans, der zwei Ladegleise überspannte, sind nun zwei neue über jeweils vier Gleisen in Betrieb. Die Kranbahn ist 300 m lang, jeder Kran kann 41 t heben. Die Installation eines dritten Kranes bis 2027 ist vorgesehen.
Direkte Ganzzüge verbinden Wolfurt mit wichtigen Seehäfen, insbesondere Hamburg und Bremerhaven. 2014 lancierten Rail Cargo Austria und SBB Cargo eine werktägliche Verbindung zwischen Wels und Dietikon bei Zürich via Wolfurt. Seit Februar 2014 besteht je eine wöchentliche Direktverbindung über die Schweizer Terminals Rekingen und Frenkendorf nach Rotterdam.
Lange Zeit war die Zufahrt zum Rangierbahnhof über die Arlbergbahn ein Nadelöhr, bis 2020 eine Entlastung durch die Elektrifizierung der Strecke Lindau–Geltendorf (–München) eintrat. Rund 50 Güterzüge täglich transportieren Container und Waren wie Stahl, Heizöl, Benzin und Holz nach und von Vorarlberg. Dennoch werden mit Stand 2024 nur 10 % der Güter in Vorarlberg auf der Schiene transportiert, während der Österreich-Durchschnitt bei 30 % liegt. Als 2021 der elektrische Verkehr von Lindau über Friedrichshafen nach Ulm über die Württembergische Südbahn aufgenommen wurde, verringerte sich die Zahl der Güterzüge von Wolfurt via Schweizer Seelinie nach Kornwestheim Rangierbahnhof bei Stuttgart.
Im Bahnhof Friedrichshafen Gbf, wo die Züge in Richtung Ulm/Stuttgart die Fahrtrichtung wechseln, reichen die Gleise jedoch nur für eine Zuglänge von etwa 630 Metern aus.

## Betreiberin

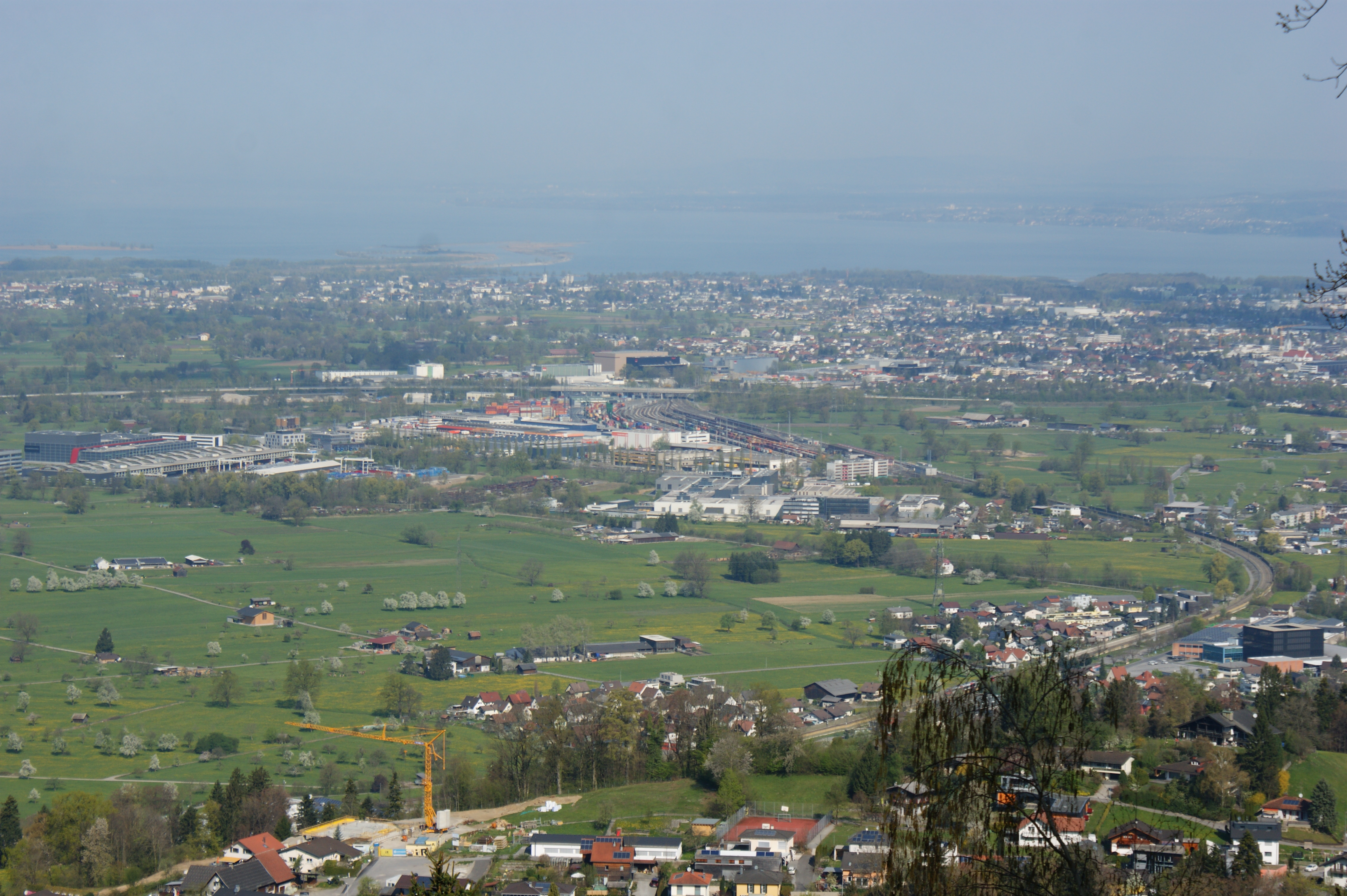
Güterbahnhof Wolfurt (Terminal Wolfurt) im unteren Vorarlberger Rheintal

Betreiberin ist die ÖBB-Infrastruktur AG. Sie ist eine 100-Prozent-Tochter der ÖBB-Holding AG. Diese wiederum steht zu 100 Prozent im Eigentum der Republik Österreich. Sie baut und betreibt die gesamte ÖBB-Bahninfrastruktur.
Die Logistik wickelt die Rail Cargo Group ab. Diese ist Teil von Rail Freight Forward, einem Zusammenschluss europäischer Güterbahnen, die sich zum Ziel gesetzt haben, die negativen Auswirkungen des Güterverkehrs durch Innovation und einen intelligenteren Verkehrsmix zu reduzieren.

## Leistungsspektrum

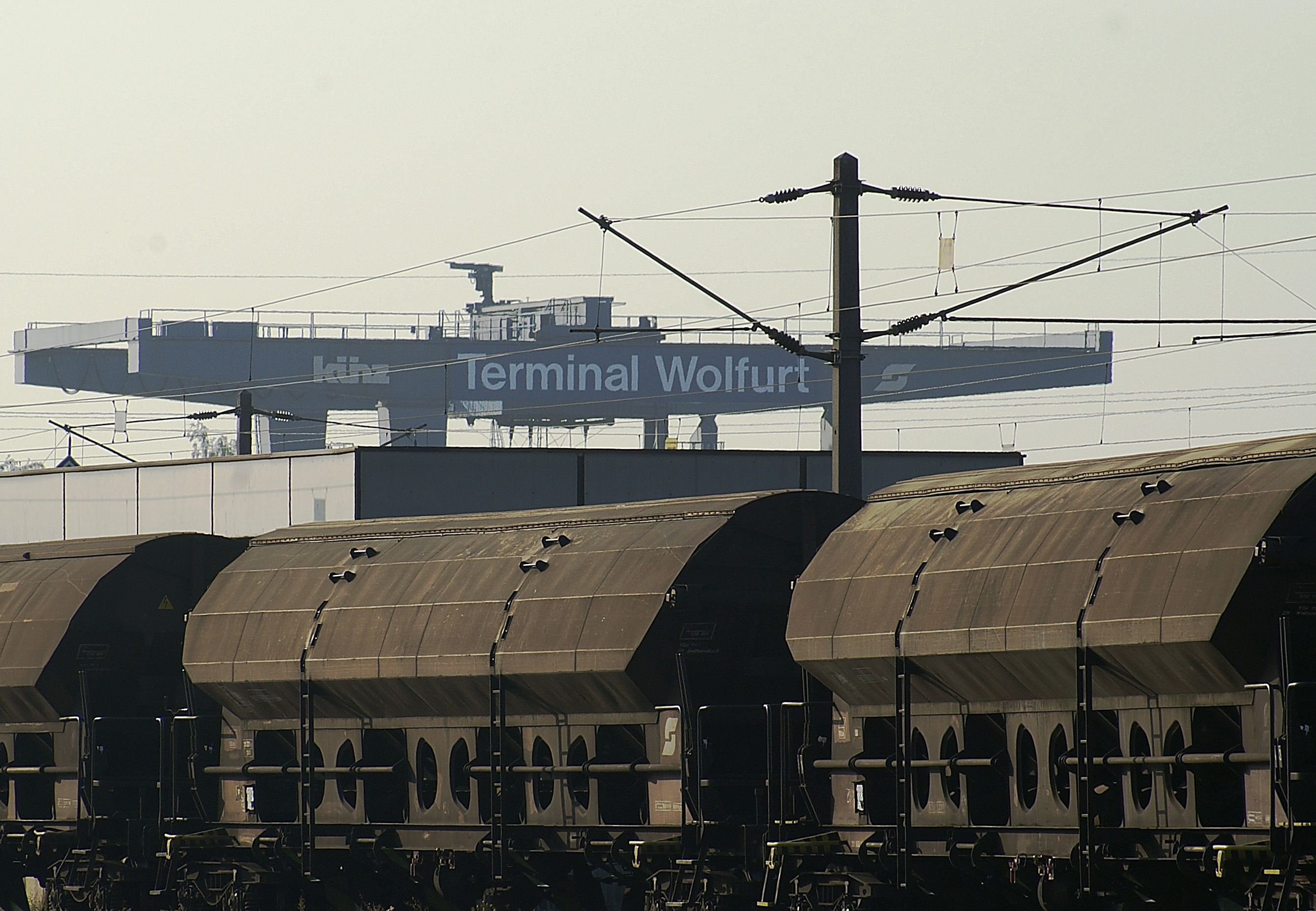
Terminal Wolfurt (Aufnahme von 2006 mit altem Portalkran)

Die fünf österreichischen Terminals in Wien Süd, Wels, St. Michael, Villach Süd und Wolfurt verknüpfen internationale Wirtschaftsstandorte und Seehäfen an der Ostsee, an der Nordsee, an der Adria und am Schwarzen Meer.
Das Kerngeschäft ist der Unbegleitete Kombinierte Verkehr (UKV). Hier ist der Umschlag von Containern, Wechselbehältern und Sattelaufliegern.
Das Terminal Wolfurt bietet auch einen Überstellservice, einen Kühl- und Heizservice, SOLAS-Verwiegung, CSC-Überprüfung, eine Agentur für Zugbetreiber, Depotbewirtschaftung, Verzollungsmöglichkeiten, Containerreparaturen und Containeraufbereitung (waschen, reinigen, malen).
Über das Terminal Wolfurt werden Waren und Container für und aus Vorarlberg, Liechtenstein, Süddeutschland und die Ostschweiz umgeschlagen.

## Verbindungen

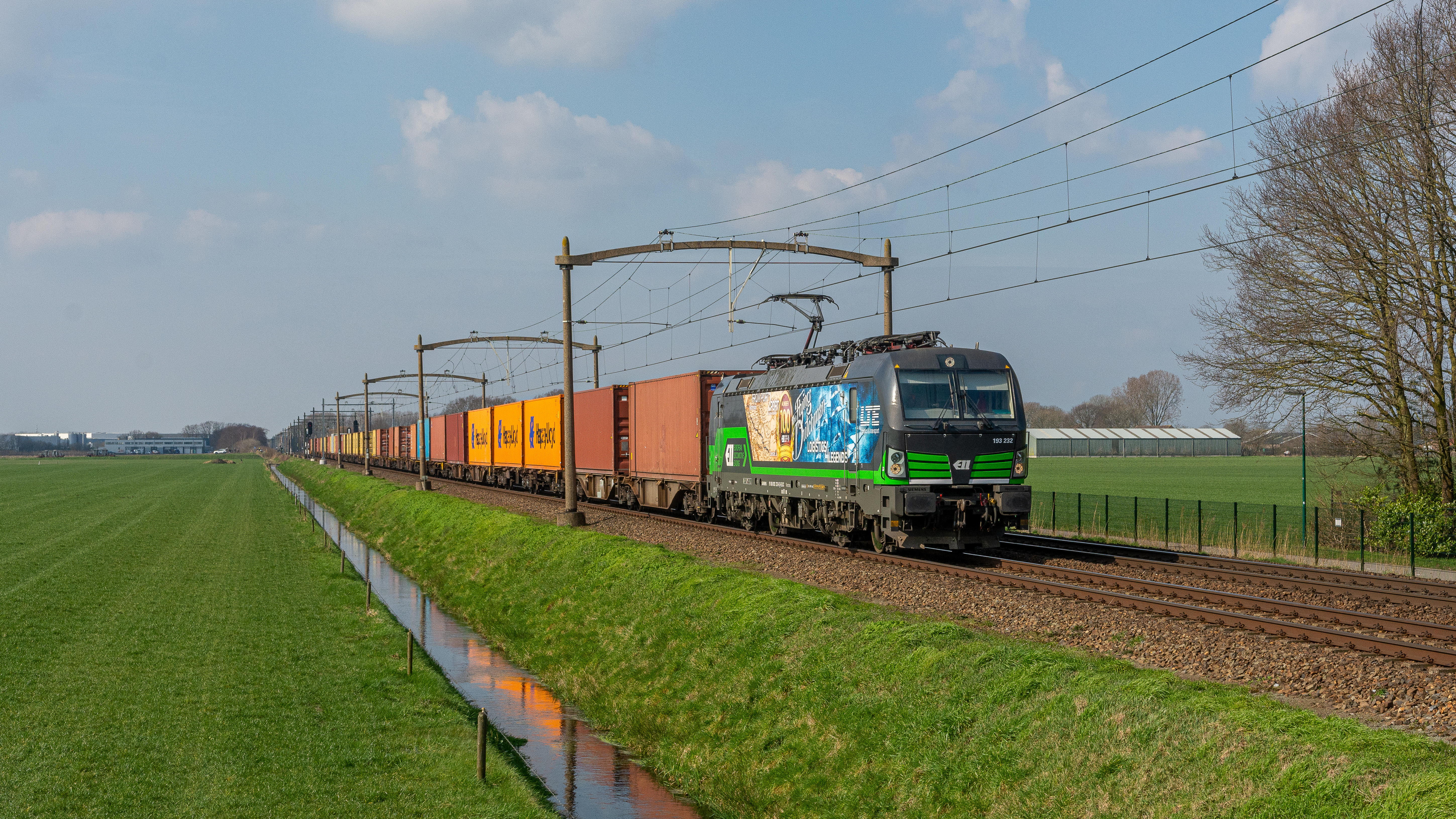
LTE 193 232 verkehrt zwischen Wolfurt und Eindhoven

### Eisenbahn
Wichtig ist die Verbindung von Wolfurt über den Arlberg oder München und weiter nach Salzburg, Villach zu den Häfen Triest und Koper sowie nach Halkali/Istanbul. Der Weg über den Arlberg wird bevorzugt wegen der geringen Kapazität der Strecke über Memmingen und den hohen Trassengebühren in Deutschland. Verbindungen gibt es über den Arlberg nach Wels und Wien. Eine Relation führt über München nach Bremerhaven und Hamburg. Eine Verbindung nach Frenkendorf bei Basel ermöglicht Verbindungen in die Mittelmeerhäfen Genua und La Spezia und die Nordseehäfen Rotterdam und Antwerpen für maritime Ladeeinheiten.
Eine indirekte Verbindung führt über Wien bis nach Moskau und China. Eine weitere indirekte Verbindung nach China geht via Istanbul über den mittleren Korridor Türkei, Georgien, Aserbaidschan und Kasachstan. Dabei wird Russland umgangen.
Wolfurt ist Teil des Netzwerks von Swissterminal und Teil des Netzwerks des deutschen AlbatrossExpress.

### Straße
Wichtigster Anknüpfungspunkt des Güterbahnhofs an das Straßennetz ist die Anschlussstelle Dornbirn-Nord der unmittelbar im Norden des Bahnhofs vorbeiführenden Autobahn 14. Mit der permanent gesteigerten Kapazität des Güterbahnhofs sind die Anschlussstelle sowie die Zufahrt zum Terminal überlastet, so dass Asfinag und Verkehrsministerium der Bau einer Anschlussstelle Wolfurt prüfen (Stand 2024).

## Umweltproblematik

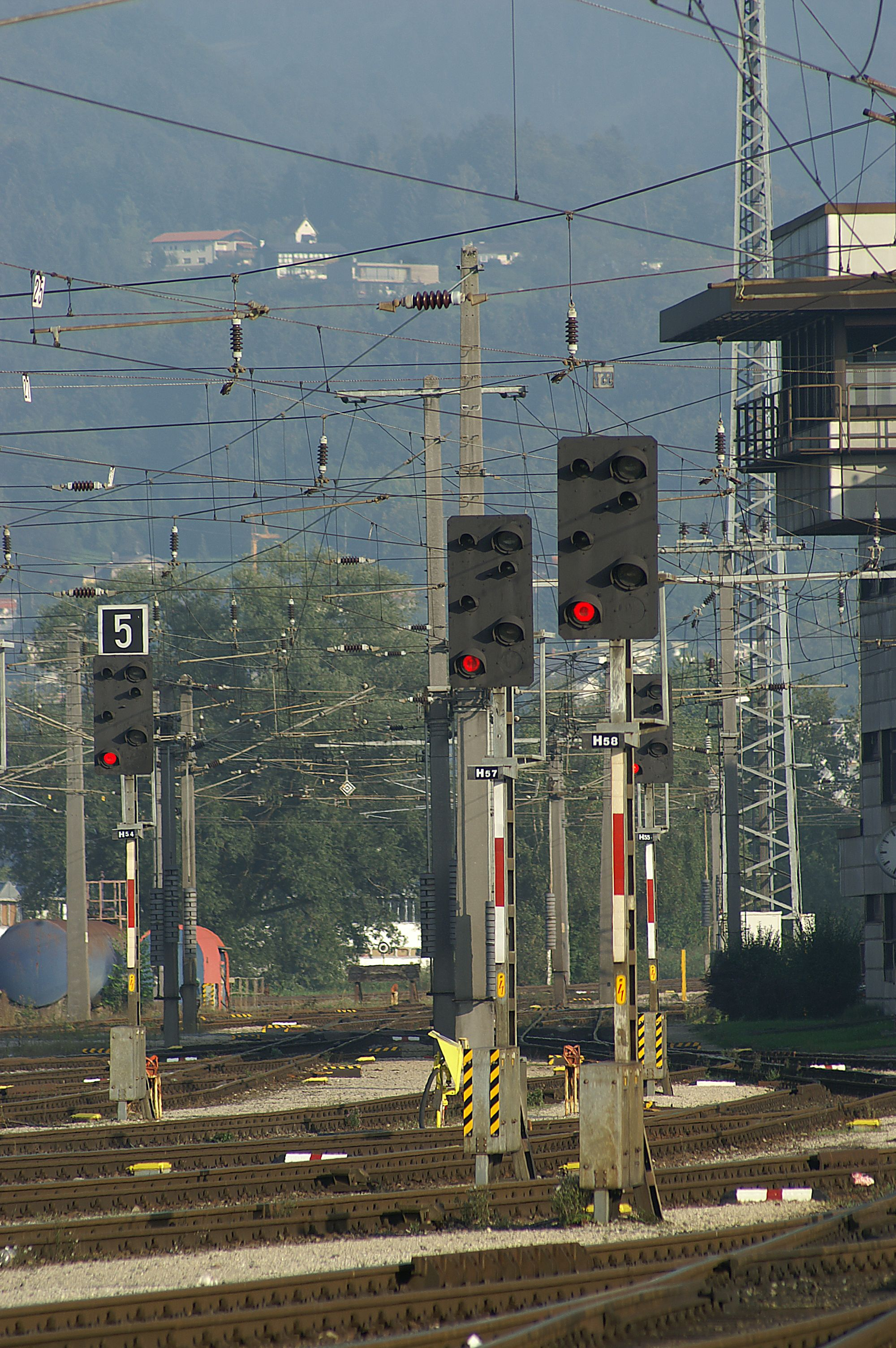
Gleisanlagen Terminal Wolfurt

Das Kerngeschäft ist insofern nachhaltig, weil der Transport auf der Schiene weniger CO2-Emissionen pro Tonnenkilometer als auf der Straße verursacht.
Das Terminal wurde mangels anderer Möglichkeiten in einer torfhaltigen Moorlandschaft (Lauteracher und Wolfurter Ried) errichtet. Dies ist nachteilig für den Klimaschutz und schlecht für die Erhaltung der Biodiversität. In direkter Nachbarschaft liegen die Europaschutzgebiete Lauteracher Ried und Soren, Gleggen–Köblern, Schweizer Ried und Birken–Schwarzes Zeug. Auch das Großraumbiotop Wolfurter Rieder (Biotop 24001) liegt direkt in der Nachbarschaft.
Beim letzten Umbau wurde versucht, mehr auf Nachhaltigkeit zu achten, mit einer verstärkten Dämmung der Gebäudehüllen, einer Lüftungsanlage mit Wärmerückgewinnung und einer Wärmepumpenanlage mit geothermischer Nutzung. Die neuen Kräne am Güterterminal werden mit erneuerbaren Energien betrieben (Geothermie und Photovoltaik-Anlage). Für die Beleuchtung des gesamten Areals wird eine spezielle Licht-Wellenlänge, die keine Insekten anzieht, genutzt. Schallschutzwände und schallvermeidende Krantechnologie vermindern die Schallbelastung.
Der Ippachbach (Landgraben) wird in einem Kanal unter dem Terminal hindurchgeführt. Damit ihn Fische nutzen können, sind am Boden Fischtreppen und ein Lichtschacht eingebaut. Ein eigens errichtetes großes Reptilienhabitat mit 300 m2 bietet geschützten Zauneidechsen Lebensraum.

## Umgebung

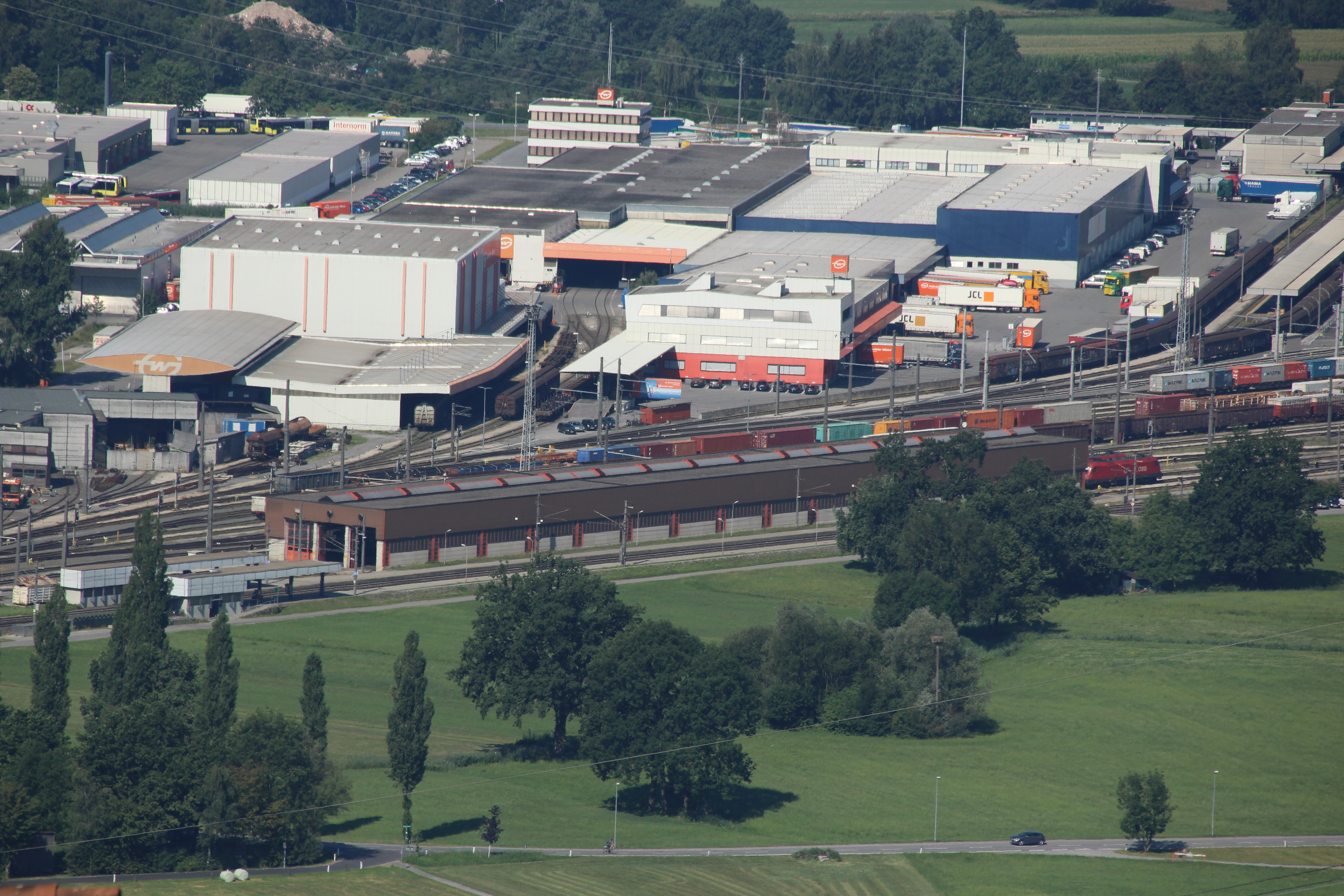
Wolfurter Bahnanlagen von Osten. Ganz vorn vor der Halle sind die zwei Bahnsteige für die S-Bahn Vorarlberg.

Im Güterzentrum Wolfurt sind wichtige Logistikzentren direkt neben dem Güterbahnhof, das 40.000 m2 große Paketzentrum Wolfurt mit der Postleitzahl 6965 und das Postamt Wolfurt Bahnhof mit der Postleitzahl 6960, das ÖBB-Postbus Regionalmanagement Vorarlberg und mehrere Logistikunternehmen, beispielsweise der Gebrüder Weiss – Air & Sea Terminal oder JCL Logistics Austria. Die ÖBB-Feuerwehr (genaue Bezeichnung: Feuerwehr ÖBB Infrastruktur) unterhält am Terminal Wolfurt eine Feuerwache. Das Gewerbegebiet Hohe Brücke und das Gewerbegebiet Lauterach Süd grenzen ebenfalls direkt an den Güterbahnhof. Am nordöstlichen Rand ist der Bahnhof Wolfurt mit zwei Bahnsteigen. Hier halten alle Regionalzüge der auf der Strecke Lindau-Bludenz verkehrenden S 1.
Das für 150 LKW pro Tag ausgelegte Zollamt am Güterbahnhof, wo hauptsächlich Waren von der EU für die Schweiz abgefertigt werden, wird von Österreich und der Schweiz gemeinsam betrieben. Es ist mit inzwischen 600 LKW pro Tag (2024) massiv überlastet, was häufig auch zu langen LKW-Staus auf der Landesstraße 190 zwischen der Autobahnanschlussstelle Dornbirn-Nord und dem Zollamt führt. Eine bis 2028 angestrebte Digitalisierung der Zollabfertigung soll ermöglichen, die Verzollung abseits des Zollamtes, beispielsweise bei den Speditionen, vorzunehmen. Das wird den Schweizer Zöllnern erlauben, sich aus dem Standort Wolfurt zurückzuziehen.